# 일단 뛰어 (영화)
《일단 뛰어》는 2002년에 개봉한 대한민국의 영화이다.

## 캐스팅
- 송승헌 : 성환 역
- 이범수 : 지형 역
- 김영준 : 진원 역
- 권상우 : 이우섭 역
- 정규수 : 비서 역
- 이문식 : 도둑 역
- 임정은 : 유진 역
- 김일우 : 반장 역
- 신범식 : 반지낀 사내 역
- 박철민 : 요금소 직원 역
- 이봉규 : 서장 역
- 노기홍 : 야쿠자 사내 역
- 박재웅 : 야쿠자 조직 2 역
- 이칸희 : 성환 어머니 역
- 임승대 : 탐정같은 의사 역
- 손진호 : 성환 의사 2 역
- 정경호 : 강당 경찰 1 역
- 박진택 : 조직 운전수 역
- 마르코 : 제임스 역
- 김선화 : 베르사체 직원 1 역
- 선학 : 동창회 남자 2 역
- 김중기
- 이선균
- 박선아 : 남산요금소 운전하는 여자 역
- 장재용
- 성열석
- 조동혁 (특별출연)
- 강은기 (특별출연)
- 이지현 : 강아지 데리고 지나가는 미인 역 (특별출연)